# قتل هدفمند
قتل هدفمند (انگلیسی: Targeted killing) به عملیات نظامی که برای کشتن افراد خاصی از شهروندان غیرنظامی یا اعضای سازمانهای نظامی غیرقانونی توسط دولت‌ها صورت می‌گیرد گفته می‌شود.
قتل هدفمند از سوی برخی از دولت‌ها تحت عنوان مبارزه با تروریسم توجیه می‌گردد.

## آمریکا
در طی دهه‌های ۱۹۸۰ تا ۱۹۹۰، قتل‌های هدفمند بیشتر به دست جوخه مرگ در ال سالوادور، نیکاراگوئه، کلمبیا و هایتی، با نام جنگ و ناامنی صورت می‌گرفت.
در زمان دولت جورج دبلیو بوش، تاکتیک رایج دولت ایالات متحده در جنگ علیه ترور، قتل‌های هدفمند بود. در برنامه رئیس‌جمهور سه شنبه هر هفته، زمانی بود تا بوش بتواند اهداف انتخاب شده برای قتل را بدون روند قضایی بررسی و تأیید کند. موارد قتل هدفمند توسط ایالات متحده که مورد توجه گسترده قرار گرفته‌اند شامل کشتار اسامه بن لادن و شهروندان آمریکایی انور العولقی و پسر نوجوان وی در سال ۲۰۱۱ می‌باشد. در دولت اوباما، استفاده از قتل‌های هدفمند گسترش یافته و بیشتر از طریق استفاده از هواپیماهای بدون سرنشین جنگی که در افغانستان، پاکستان یا یمن فعالیت می‌کردند انجام می‌گرفت.

### کارتل‌های مواد مخدر روسی و آمریکایی، دهه ۱۹۸۰
با استناد به قتل‌های صورت گرفته توسط کارتل‌های مواد مخدر در واشینگتن در سال ۱۹۸۹، شهردار شهر، ماریون باری خاطر نشان کرد که: «ما نباید واشینگتن را، شهر قتل و کشت و کشتار خطاب کنیم. ما پایتخت جهانی قتل هدفمند هستیم.» باری اظهار داشت که «قتل هدفمند» توسط کارتل‌های منطقه کلمبیا قابل مقایسه با «آل کاپون و الیوت نس» در زمانهای ممنوعیت الکل در ایالات متحده آمریکا می‌باشند.

### آمریکای مرکزی و آمریکای جنوبی
عملیات کندور نام زنجیره‌ای از سرکوب‌های سیاسی و عملیات‌های اطلاعاتی توسط دولت‌های دیکتاتور راست‌گرا در آمریکای جنوبی بود که توسط ایالات متحده شده‌بود. به گزارش امنیت ملی «از قربانیان برجسته عملیات کندور می‌توان به قتل دو قانون گذار اسبق اروگوئه ای و رئیس جمهور اسبق بولیوی، قتل خوآن خوزه توررس که در بوینس آیرس به قتل رسید، قتل وزیر داخلی اسبق شیلی برناردو لیتون و همچنین سفیر سابق شیلی اورلاندو لِتِلییِر و همکار آمریکایی ۲۶ ساله اش، قتل رانی موفیت که در یک انفجار در ماشین در داون تاون واشینگتن کشته شد، اشاره کرد.»

### آمریکای شمالی
یک مثال قدیمی از قتل هدفمند در آمریکای شمالی عملیات انتقام است که در طی جنگ جهانی دوم به وقوع پیوست که حملهٔ آمریکا به بمب‌افکن دریابد ژاپنی یاماموتو ایسوروکو، طراح ارشد حمله به پرل هاربر و قتل وی بود.
در طی جنگ ویتنام، برنامه ققنوس با هدف رهبر سیاسی ویت‌کُنگ یا جبهه رهایی‌بخش ملی برای ترور پایه‌ریزی شد.
بین ۱۹۷۶ تا ۲۰۰۱ هنجاری بر خلاف قتل هدفمند، در آمریکا شکل گرفت.
عمدتاً قتل‌های هدفمندی را که ایالات متحده انجام داده‌است (ترور عمدی یک تروریست شناخته شده در خارج از خاک این کشور)، معمولاً با حمله هوایی (بخشی اساسی از استراتژی ضد تروریسم آن) صورت گرفته‌است.

## آسیا

### استفاده توسط دولت ایران
ترورهایی منتسب به جمهوری اسلامی ایران و رژیم پهلوی پیشین تأیید گردیده‌است که شامل تلاشهایی برای قتل افراد خاص که توسط نیروهای امنیتی و اطلاعاتی ایران مورد هدف قرار گرفته‌اند می‌شود که از جمله این قتل‌ها می‌توان به مخالفان کرد حزب دموکراتیک کردستان ایران در دهه‌های ۱۹۸۰ و ۱۹۹۰ اشاره کرد. پیش از تأسیس دولت اسلامی در سال ۱۹۷۹، سازمان اطلاعات و امنیت ملی نیز ادعا کرد که تعدادی ترور با انگیزه سیاسی علیه مخالفان و رهبران مخالف انجام داده‌است.